# 多刺直立悬钧子
多刺直立悬钧子（学名：Rubus stans var. soulieanus）为蔷薇科悬钩子属下的一个变种。

## 扩展阅读
- 維基物種上的相關：多刺直立悬钧子